# Stephanie Tubbs Jones
Pour les articles homonymes, voir Tubbs et Jones.
Stephanie Tubbs Jones, née le 10 septembre 1949 à Cleveland (Ohio) et morte le 20 août 2008, est une femme politique américaine. Elle est d'abord juge dans le comté de Cuyahoga de 1983 à 1991, avant de devenir procureure de 1991 jusqu'à son élection dans le 11e district de l'Ohio en 1998. Membre du Parti démocrate, elle s'engage pour des politiques d'accession à la propriété, sur la santé des femmes et le droit de vote,.

## Biographie

### Premières années
Stephanie Tubbs Jones est née le 10 septembre 1949 à Cleveland dans l'état de l'Ohio. Elle est la plus jeune fille de Andrew Tubbs, un porteur en aéroport et de Mary Tubbs, une ouvrière. Elle fait ses études au lycée Collinwood avant de les poursuivre à l'université Case Western Reserve d'où elle ressort en 1971 avec une licence de sociologie et de psychologie en mineur. Elle poursuit dans la même université pour obtenir un diplôme de juris doctor en 1974.

## Vie privée
Elle épouse Mervyn Leroy Jones en 1976 avec qui elle a un fils, Mervyn Leroy Jones Jr. Ils restent mariés durant 27 années jusqu'au décès de Mervyn Jones en 2003.